# 薩克森花園
薩克森花園（波蘭語：Ogród Saski）是位於波蘭首都華沙的一座公園，面積15.5公頃。薩克森花園是華沙歷史最久的公園，成立於17世紀，並在1727年對公眾開放，是世界第一個對公眾開放的花園。

## 外部連結
- （波兰語） sztuka.net （页面存档备份，存于）

52°14′26″N 21°00′31″E / 52.24056°N 21.00861°E